# 赫利斯圖尼夫卡
49°12′45″N 31°26′41″E / 49.21250°N 31.44472°E
赫利斯圖尼夫卡（烏克蘭語：Хлистунівка）是位於烏克蘭中部的村莊，由切爾卡瑟州切爾卡瑟區的霍羅迪謝市鎮負責管轄。該村面積38.9平方公里，海拔高度132米，2009年人口2,350，人口密度每平方公里60.4人。